# Saint-Ellier-du-Maine
Saint-Ellier-du-Maine är en kommun i departementet Mayenne i regionen Pays de la Loire i nordvästra Frankrike. Kommunen ligger i kantonen Landivy som tillhör arrondissementet Mayenne. År 2022 hade Saint-Ellier-du-Maine 496 invånare.

## Befolkningsutveckling
Antalet invånare i kommunen Saint-Ellier-du-Maine
| Referens: INSEE |